# Brachymenium lanceolatum
Brachymenium lanceolatum är en bladmossart som beskrevs av W. J. Hooker och William M. Wilson 1860. Brachymenium lanceolatum ingår i släktet Brachymenium och familjen Bryaceae. Inga underarter finns listade i Catalogue of Life.